# Bois D’Inde (St. Lucia)
Bois D’Inde (dt.: „Wald von Indien“) ist ein Ort im Quarter (Distrikt) Anse-la-Raye im Westen des Inselstaates St. Lucia in der Karibik. 

## Geographie
Der Ort liegt in einem Seitental des Roseau River am gleichnamigen Bach Bois d’Inde Ravine. Er gehört noch zum Großraum von Roseau. Im Umkreis liegen die Siedlungen Jacmel, Morne Ciseaux und Derriere Lagoon.

## Klima
Nach dem Köppen-Geiger-System zeichnet sich Bois D’Inde durch ein tropisches Klima mit der Kurzbezeichnung Af aus.